# Окупація Смірни
Окупація Смірни — окупація військами Грецького Королівства, при підтримці провідних держав Антанти, османського міста Смірни (нинішній Ізмір в Туреччині) в Західній Анатолії 15 травня 1919, незабаром після поразки Османської імперії в Першій світовій війні (жовтень 1918 року). Зайняті грецькими військами міста, половину (або трохи більше половини, за різними джерелами) населення якого становило місцеве грецьке населення, згідно з турецькою історіографією, поклало початок «війні за незалежність» Туреччини.

## Передісторія
30 жовтня 1918 між представниками Антанти і Османської імперії було укладено Мудросське перемир'я. 7 стаття документа свідчила, що союзники мають право на окупацію будь-якого міста і будь-якого пункту, що має важливе стратегічне значення.
На Смірну претендувала Італія, яка вже контролювала південний захід Малої Азії після перемоги в італо-турецькій війні 1912 року і війська якої перебували південніше Ізміра. Щоб обмежити амбіції Італії, Велика Британія, Франція і США прийняли рішення надати окупацію Ізміра Греції, про що італійцям було оголошено 12 травня 1919.
13 травня 1919 «Рада Чотирьох» (Велика Британія, Франція, Італія, США) визнав за Грецією право на окупацію Смірни, про що за його дорученням британський адмірал Р.Вебб спеціальною нотою повідомив султанський уряд. Головну роль у прийнятті цього рішення зіграла Велика Британія, яка, розраховуючи отримати на Близькому Сході надійного союзника в особі Греції, підтримала її план створення «Великої Греції».

## Кінець окупації
Після вступу турецьких військ у місто 9 вересня 1922 почалася різанина грецького і вірменського населення. Грецькі та вірменські квартали охопили пожежі. Місто було повністю спалене, в пожежі загинули сотні будинків, 24 церкви, 28 шкіл, будівлі банків, консульств, лікарні. Кількість убитих в різних джерелах варіюється від 60 тисяч [11] до 260 тисяч; згідно з Р. Руммелем, середня цифра становить 183 тисячі греків і 12 тисяч вірменів. За підрахунками Жиля Мілтона, у різанині загинуло 100 000 чоловік, ще 160 000 чоловіків було депортовано у внутрішні області Анатолії, і більшість їх загинуло в дорозі.
Після війни, згідно з Лозаннський мирний договір, був проведений греко-турецький обмін населенням, грецьке населення покинуло Смірну.